# آلگازینو (باشقیرستان)
آلگازینو (به لاتین: Algazino) یک منطقهٔ مسکونی در روسیه است که در باشقیرستان واقع شده‌است.